# Біобутанол

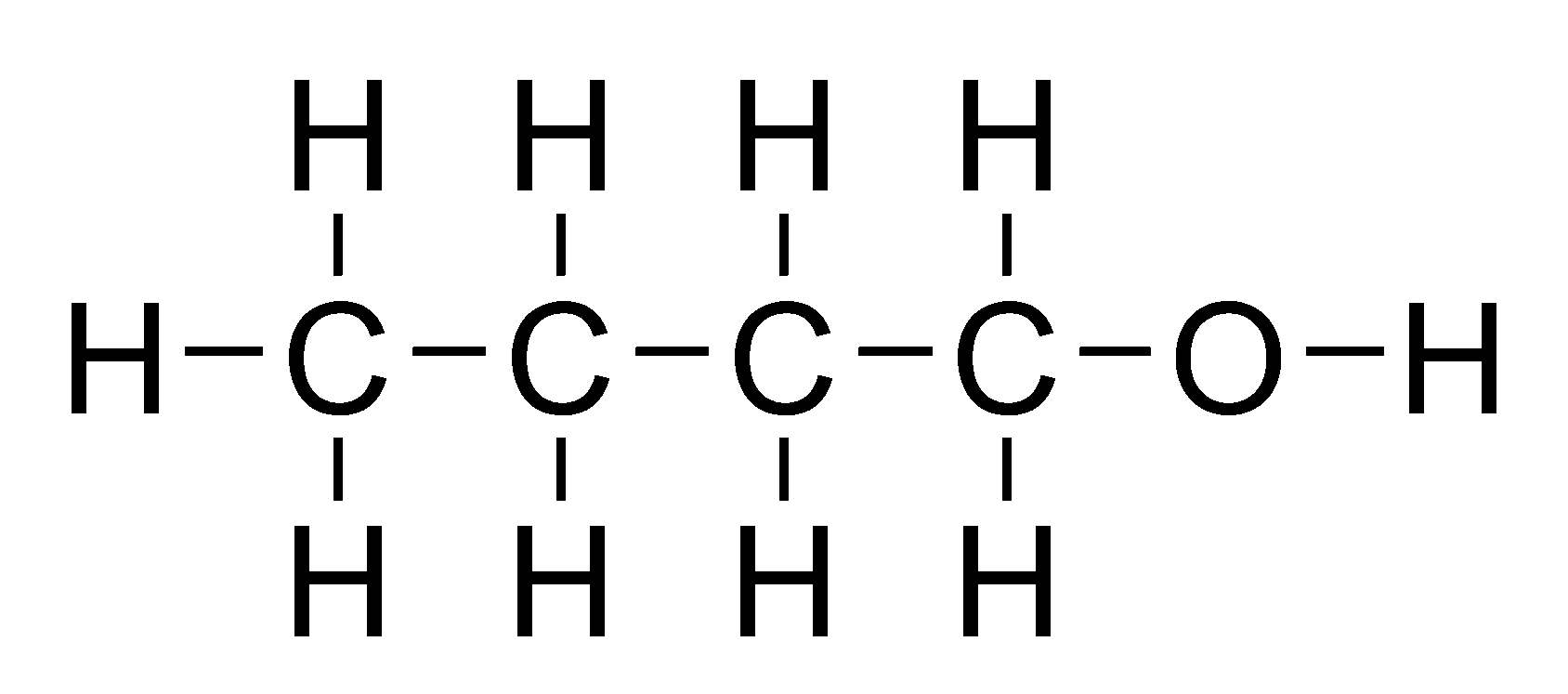
Бутанол (бутиловий спирт)

Біобутанол — спирт бутиловий, виготовлений з біомаси, що використовується як біопаливо або біокомпонент.
Перспективний вид палива в біоенергетиці, завдяки високій щільності енергії, низькій летючості і потенціалу до вуглецевої нейтральності. Також, біобутанол може використовуватись в карбюраторному і інжекторному двигунах внутрішнього згоряння як у чистому вигляді, так і в сумішевому паливі, без будь-яких модифікацій системи двигуна.
На відміну від біоетанолу, біобутанол є більш калорійним та менш затратним у виробництві. Як і біоетанол, біобутанол можна виробляти з нехарчової лігноцелюлозної біомаси сільськогосподарських та промислових відходів, енергетичних культур, мікроводоростей, а також з кукурудзи, пшениці, цукрових буряків, цукрової тростини, сорго, кассава, ячменю та ін. 

## Покоління
В залежності від джерела сировини, виділяють 4 покоління біопалив та, зокрема, біобутанолу.
Окрім того, біобутанол може бути виготовлений з синтез-газу.

### Перше покоління
Біобутанол 1-го покоління отримують із харчової сировини, такої, як кукурудза чи пшениця. Такий біобутанол стикається з критикою за те, що він конкурує з продовольчими культурами за землекористування.

### Друге покоління
Біобутанол 2-го покоління виробляється з нехарчової біомаси, такої як відходи сільського господарства, відходи лісового господарства, лігноцелюлозні муніципальні відходи, макроводорості та спеціальні енергетичні культури, такі як сорго або міскантус.

### Третє покоління
Біобутанол 3-го покоління виробляється з зелених мікроводоростей, які можуть швидко рости, навіть у стічних або солоних водах, зменшуючи конкуренцію за землекористування з сільськогосподарськими ресурсами.

### Четверте покоління
Біобутанол 4-го покоління передбачає передові технології, такі як генетично модифіковані мікроводорості, для підвищення ефективності виробництва, зниження витрат і потенційного використання вуглекислого газу як вихідної сировини.

## Виробництво
Біобутанол отримують, іноді разом з біоводнем, з рослинної біомаси шляхом ферментації (бродіння), зокрема, з використанням бактерій Clostridium acetobutylicum.
Види Clostridium виробляють біобутанол за допомогою ферментації AБE (ацетон-бутанол-етанол), двофазного процесу, який перетворює цукри в карбонові кислоти (такі як ацетат і бутират) і розчинники (ацетон, бутанол і етанол). Початкова ацидогенна фаза продукує карбонові кислоти, і це накопичення призводить до зниження рН середовища. У фазі розчинення ацетил-КоА, бутирил-КоА та ацетоацетил-КоА служать попередниками для синтезу етанолу, бутанолу та ацетону відповідно, будучи трьома основними проміжними метаболітами на шляху синтезу АБЕ. Ацетон, бутанол і етанол виробляються у співвідношенні 3:6:1 відповідно.

### Підготовка субстрату
Підготовка субстрату залежить від типу сировини і включає методи (фізичні, хімічні, фізикохімічні та біологічні) деградації складних структур біомаси, і подальший її гідроліз (кислотний, лужний, ферментативний) на простіші молекули, які здатні обробляти мікроорганізми. Окрім того, після гідролізу субстрат потребує очищення від молекул інгібіторів, які утворюються під час підготовки субстрату.

### Ферментація

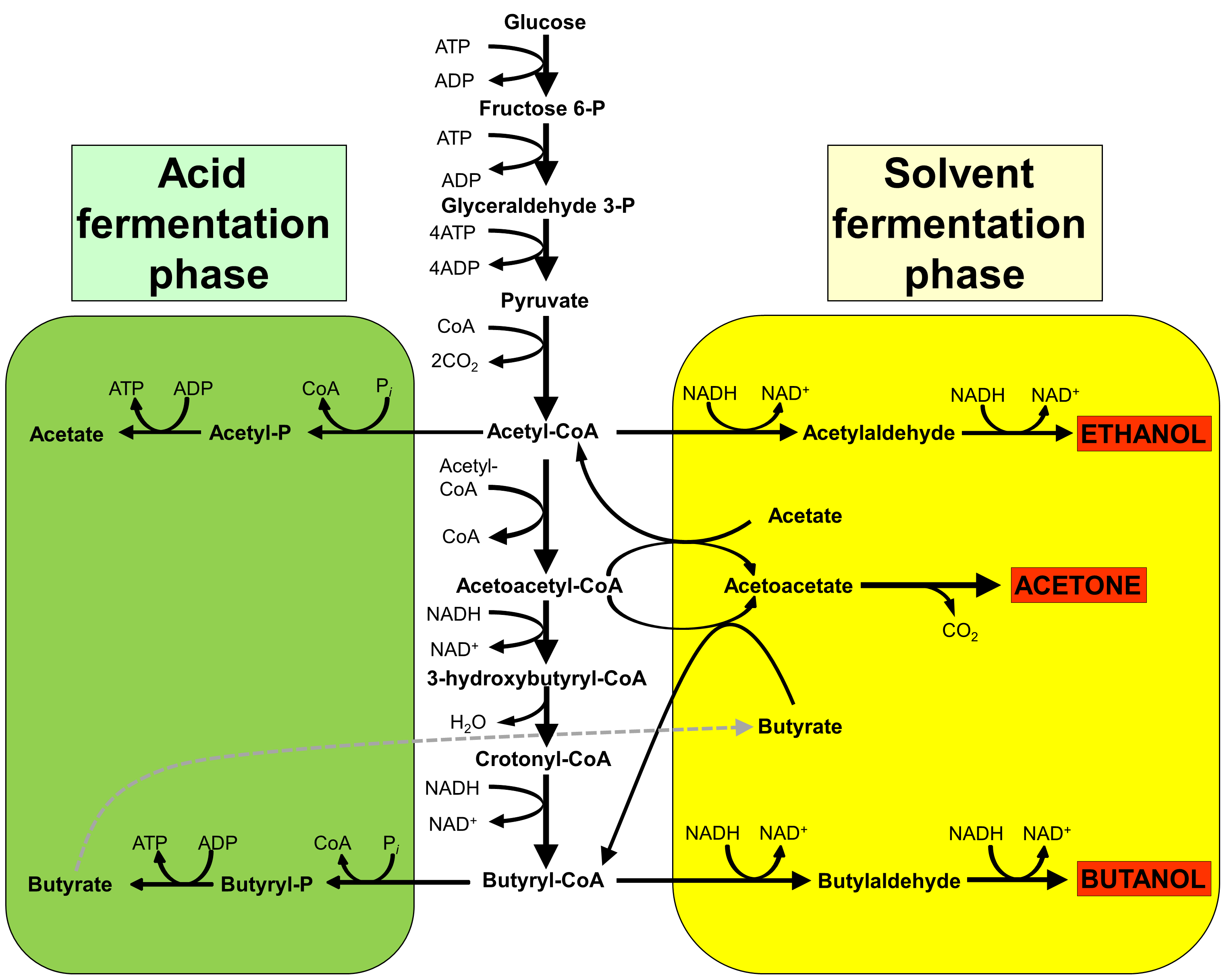
АБЕ-ферментація (бродіння)

Ферментація (бродіння) AБE (ацетон-бутанол-етанол), зазвичай використовується для виробництва біобутанолу.
Такі фактори, як вибір сировини, підготовка субстрату, методи бродіння та методи подальшої обробки, значно впливають на загальну ефективність та економіку виробництва біобутанолу.
Основні метаболіти, що утворюються під час ферментації AБE, включають бутанол, ацетон і етанол, що супроводжується утворенням CO2 і H2. Низький титр продукту та низька продуктивність, викликана інгібуванням продукту, є основними проблемами в процесі ферментації AБE. Щоб усунути інгібування продукту, були застосовані різні технології ферментації, такі як періодична ферментація, безперервна ферментація, поєднане з ферментацією онлайн-розділення та спільне культивування. Окрім того, поєднання різних штамів бактерій та додавання бутирату до субстрату збільшує виробництво біобутанолу.
Вплив стресових факторів на клітини Clostridium sp., таких як додавання низьких концентрацій фурфуролу, збільшує виробництво біобутанолу. Додавання CaCO3 та ZnSO4 також збільшує виробництво біобутанолу з субстрату.

### Відділення
Серед методів відділення (очищення) біобутанолу використовують такі технології, як дистиляція, адсорбція, рідинна екстракція, очищення газу та мембранні методи, такі як зворотний осмос, перстракція, первапорація тощо.
Інноваційна технологія адсорбційного розділення на основі цеоліту пропонує енергоефективну та стійку альтернативу звичайним технологіям дистиляції біобутанолу.

## Використання
Біобутанол використовується як ефективне транспортне паливо, добре поєднуючись з бензином і дизелем, і пропонуючи відновлювану альтернативу для зменшення викидів парникових газів.
Біобутанол також функціонує як цінна хімічна сировина та розчинник у промисловому застосуванні, сприяючи сталому виробництву фарб, покриттів, клеїв, біорозкладаного пластику.

## Переваги
Існує кілька переваг при використанні бутанолу як моторного палива в порівнянні з етанолом:
- Молекула бутанолу складається із чотирьох атомів вуглецю (у порівнянні із двома атомами в етанолі), відповідно, більш розвинутий вуглецевий кістяк молекули дає більше енергії при спалюванні речовини.
- Сумісність із існуючою інфраструктурою та механізмами. Бутанол менш леткий у порівнянні з етанолом, тому його суміші можуть на 100% використовуватися у двигунах внутрішнього згоряння без їхньої модифікації.
- Бутанол не настільки гігроскопічний, як етанол, тому може транспортуватися існуючими трубопровідними мережами, і він менш чутливий до зниження температури.
- Біобутанол можливо виробляти з сільськогосподарських відходів, що сприяє зменшенню викидів парникових газів і сприяє циркулярній економіці.[20]

## Історія
З 2003 р. дві найбільші транснаціональні корпорації «DuPont» та «British Petroleum» (BP) — оголосили свою трьохрічну співпрацю над проектом створення нового виду біопалива — біобутанолу з відновлювальної сировини. Виготовлення в Британії буде налагоджено спільно з British Sugar. У 2006 р. компаніями ВР і DuPont були оприлюднені результати паливних тестів щодо використання бутанолу як транспортного палива: — 16%-а бутанольно-бензинова суміш, за своїми характеристиками аналогічна 10%-ній етанольно-бутанольно-бензиновій суміші з вищими концентраціями бутанолу, показала позитивні результати;
— питома енергія біобутанолу аналогічна цьому ж показнику для бензинів;
— бутанольно-бензинові суміші не дають фазового поділу в присутності води.
Використання біобутанолу як палива має свої переваги:
- біобутанол може додаватися в більш високих концентраціях, чим біоетанол, при використанні в стандартних автомобільних двигунах;
- добре підходить для сучасних транспортних засобів і двигунів;
- у присутності води суміш, що містить біобутанол, у меншому ступені схильна до розшарування, чим суміші етанолу/бензину, і тому це дозволяє використовувати існуючу інфраструктуру дистрибуції, не вимагаючи модифікацій установок для змішування, сховищ або заправок;
- на відміну від метанолу, бутанол не має корозійної властивості, тому не вимагає значної зміни двигунів внутрішнього згоряння та обслуговуючої інфраструктури;
- на відміну від існуючих біопалив, біобутанол потенційно може бути транспортований трубопроводами; тобто він може бути швидко доданий до бензину.

Вчені з Університету Тулейн знайшли спосіб конвертувати газети та інші рослинні матеріали на автомобільне паливо. Це дослідження показало спосіб отримання бутанолу безпосередньо з целюлози.
Основна причина, через яку бутанол маловідомий як альтернативне паливо, є те, що виробництво цього продукту раніше не вважалось економічно доцільним. Його використовували здебільшого як промисловий розчинник, ціна якого перевищувала приблизно в три рази ціну газу.

### Поточні дослідження
Сучасні дослідження направлені на покращення економічної ефективності виробництва біобутанолу.
Зокрема, досліджуються нові штами клостридій та їх комбінації, джерела сировини, методи оптимізації процесів попередньої обробки субстрату, ферментації та відділення (очищення) біобутанолу.
Станом на 2020 рік, ціна виробництва біобутанолу з кукурудзи була $0.8/літр, і, завдяки науковим досягненням, поступово знижується.